# Ga Đồng Giao
Ga Đồng Giao là một nhà ga xe lửa trên tuyến đường sắt Bắc Nam thuộc địa phận tỉnh Ninh Bình, tiếp nối sau ga Ghềnh và trước ga Bỉm Sơn (tỉnh Thanh Hoá). Ga toạ lạc tại tổ 20, phường Nam Sơn, thành phố Tam Điệp. Lý trình ga: Km 133 + 740.

## Lịch sử
Ga Đồng Giao được xây dựng vào khoảng thời gian từ 1913-1915. Xưa ga Đồng Giao đứng ở một vùng đất hiểm với những khu rừng rậm quanh ga, phía Bắc là Đền Dâu, phía Nam là Đền Sòng, đường rừng âm u, hoang vắng. Ga Đồng Giao xây hai tầng. Ban ngày thưa khách, ban đêm le lói ánh đèn dầu. Đoàn tàu nào đến Ga Ghềnh cũng phải dừng lại để nhận thêm một đầu máy nối vào toa sau cùng của đoàn tàu rồi chạy máy đẩy tàu leo dốc.
Đánh Mỹ, ga Đồng Giao là loại dũng sĩ. Chỗ Đền Dâu, gần nhà ga là “Túi lửa”. Ngày 25-3-1967, máy bay Mỹ đánh trúng một đoàn tàu chở lương thực, vũ khí sắp vào đến khu vực ga, tự vệ nông trường Đồng Giao, công nhân nhà ga xông vào lửa cháy cứu hàng, khênh vác vũ khí đến chỗ an toàn.
Ga Đồng Giao đứng trên vùng đất thiêng, gần ngay cổ họng Kẽm Đỏ và lũng Quang Trung. Danh sĩ Ngô Thì Nhậm đã có thơ về vùng đất này:
Bao la tầm mắt núi quây quần
Cửa Đỏ trời ngăn đi Cửu chân
Thiên cổ núi nguyên hình vẻ cũ
Lưu truyền cảnh đẹp với muôn xuân
Đồng Giao hiểu theo nghĩa hẹp là: “nơi cùng bạn bè, người bốn phương giao kết”, vì nơi đây:
Đón đưa du khách bốn phương
Vào Nam ra Bắc trên đường giao lưu
Ga rừng nhưng chẳng quạnh hiu
Ban mai suối hát, xế chiều chim ca.